# 김제동
김제동(1974년 2월 3일 ~ )은 대한민국의 MC이다.

## 생애
1남 5녀 중 막내로 태어났다. 1994년 문선대 사회자로 데뷔했으며, 1999년 우방랜드 영타운 진행자, 야구장과 농구장 장내 아나운서, 각 대학의 오리엔테이션 강사, 축제 진행자 등을 거쳐 가수 윤도현과의 인연으로 2002년 KBS 2TV 《윤도현의 러브레터》를 통해 연예계에 데뷔했다. 2006년 KBS 연예대상에서 대상을 받았다.

## 학력
- 단포초등학교 (경북 영천시, 1986년 졸업)
- 성광중학교 (대구, 1989년 졸업)
- 달성고등학교 (대구, 1992년 졸업)
- 계명문화대학 호텔항공외식관광학부(전 관광학과) (1992학번 중퇴)
- 성공회대학교 신문방송학과(휴학중)

## 방송 출연/진행작

### 현재 출연중인 프로그램
- 2024년 3월 12일 ~ MBC 에브리원 《고민순삭 있었는데요 없었습니다》

### 종영된 프로그램
- 2002년 ~ 2005년 KBS2 《윤도현의 러브레터》
- 2003년 ~ 2006년 KBS2 《폭소클럽》
- 2003년 SBS 《콜럼버스 대발견》
- 2003년 KBS2 《TV는 사랑을 싣고》
- 2003년 MBC 《청소년 특집 하이스쿨 기고만장》
- 2003년 MBC 《도전! 인간 복사기》
- 2003년 MBC FM4U 《윤도현의 두시의 데이트》
- 2003년 MBC FM4U 《이소라의 FM 음악도시》
- 2003년 MBC 표준FM 《옥주현의 별이 빛나는 밤에》
- 2003년 MBC 《미주 이민 100주년 기념 뉴욕한인대잔치》
- 2003년 ~ 2004년 MBC 《까치가 울면》
- 2003년 ~ 2004년 SBS 《실제상황 토요일-X맨[22기]》
- 2004년 MBC 《2004 MBC 대학가요제》
- 2005년 MBC 《토요일》
- 2005년 KBS2 《해피선데이 - 해외입양아 상봉프로젝트 지금 만나러 갑니다》
- 2006년 ~ 2007년 MBC 《말달리자 환상의 짝꿍》
- 2006년 KBS2 《해피선데이 - 최민수 김제동의 품행제로》
- 2006년 MBC 《대한민국 가요대전》
- 2006년 MBC 《설특집 - 전국 개그자랑 웃겨야 산다》
- 2006년 MBC 《특집 응원쇼 가자 코리아》
- 2006년 MBC 《2006 독일월드컵 최종평가전 감동! 대한민국》
- 2006년 ~ 2010년 MBC 《환상의 짝꿍》
- 2007년 MBC 《일요일 일요일 밤에 - 간다투어》
- 2007년 ~ 2008년 MBC 《일요일 일요일 밤에 - 불가능은 없다》
- 2008년 MBC 《일요일 일요일 밤에 - 고수가 왔다!》
- 2008년 Mnet 《KMTV-mnet 수퍼조인트콘서트》
- 2009년 MBC《2009 팔도모창 가수왕》
- 2009년 SBS 《김제동의 황금나침반》
- 2009년 MBC 《오마이텐트》
- 2009년 MBC 《송년특집 '굿바이09'》
- 2010년 MBC 《아이돌 스타 육상선수권 대회》MC
- 2010년 MBC 《MBC 스페셜》 칼라하리의 방랑자, 미어캣과 부시맨 ... 내레이션
- 2010년 ~ 2011년 SBS 《밤이면 밤마다》
- 2011년 SBS 《아이돌의 제왕》 사회자
- 2011년 MBC스페셜 《2011 신년특집 안철수와 박경철》 진행&나레이션
- 2011년 MBC 우리들의 일밤 《나는 가수다》 매니저
- 2011년 ~ 2016년 SBS 《힐링캠프, 기쁘지 아니한가》
- 2014년 KBS2 《나는 남자다》 고정출연
- 2015년 ~ 2017년, 2018년 JTBC 《김제동의 톡투유 - 걱정 말아요! 그대》
- 2018년 4월 9일 ~ 2019년 9월 29일 MBC FM4U 《굿모닝FM》 DJ
- 2018년 9월 10일 ~ 2019년 8월 29일 KBS1 《오늘밤 김제동》
- 2019년 11월 5일 ~ 2020년 7월 10일 MBC 《편애중계》
- 2023년 10월 31일 ~ 2023년 12월 19일 MBC 에브리원 《성지순례》

### 중도 하차/방영 취소된 프로그램
- 2003년 3월 21일~2005년 10월 31일 SBS《야심만만 만명에게 물었습니다》[2]
- 2003년~2005년 KBS《해피 투게더》[3]
- 2005년 11월 5일~2009년 10월 17일 KBS《스타골든벨》[4]
- 2006년 MBC《느낌표 - 산넘고 물건너》[5]
- 2006년~2008년 KBS《연예가 중계》[6]
- 2008년 7월 28일~2009년 1월 12일 SBS《야심만만 2-예능선수촌》[7]
- 2010년 Mnet《김제동 쇼》[8]
- 2010년 ~ 2011년 MBC 《7일간의 기적》[9]
- 2016년 SBS《미운 우리 새끼》

### 게스트 출연

#### 최다 출연
MBC ‘무한도전’
- 2009년 - 올림픽대로 가요제(관객 출연), 2010년 달력 특집 하반기 2부
- 2010년 - 죄와 길 2부, 오 마이 텐트 특집, 2011 도전! 달력모델 6부
- 2012년 - 못친소 특집
- 2013년 - 맞짱, 쓸친소 특집
- 2014년 - 무한도전 응원단 ‘VICTORY 2014‘ 2부, 열대야 특집, 쩐의 전쟁 2 2부
- 2015년 - 무도 큰 잔치, 세계로 가는 장학퀴즈, 로맨스가 필요해
- 2018년 - 보고싶다 친구야

#### 일회성 출연
- 2003년 KBS 1TV 《가족오락관》 - 게스트 출연 (937회, 2003년 3월 8일)
- 2003년 KBS 2TV 《TV는 사랑을 싣고》 - 게스트 출연 (7월 27일)
- 2010년 SBS 《런닝맨》 - 게스트 출연 (11회, 2010년 9월 19일 방송분)
- 2010년 SBS 《런닝맨》 - 게스트 출연 (21회, 2010년 12월 12일 방송분)
- 2012년 SBS 《런닝맨》 - 게스트 출연 (79회, 2012년 1월 29일 방송분)
- 2012년 SBS 《런닝맨》 - 게스트 출연 (106회, 2012년 8월 12일 방송분)
- 2014년 SBS 《런닝맨》 - 게스트 출연 (207회, 2014년 8월 3일 방송분)
- 2018년 MBC 《황금어장 라디오스타》 - 게스트 출연 (522회, 2018년 6월 20일)

## 그 외 출연

### CF
- 2003년 네오위즈게임즈 피망 맞고
- 2003년 크라운제과 콘칩 / 다채
- 2004년 파스퇴르유업 검은콩&검은참깨 칼슘두유
- 2004년 해태htb 과일촌CA
- 2004년 잉크테크
- 2004년 샤니 팡찌니
- 2004년 롯데웰푸드 찰떡와플
- 2005년 롯데칠성음료 모닝세븐
- 2005년 전자랜드
- 2007년 삼양식품 맛있는라면
- 2007년 HK이노엔 컨디션파워 (이승엽과 공동출연)
- 2007년 SK텔레콤 T밴드
- 2007년 계명문화대학
- 2009년 라이나생명
- 2009년 키움증권
- 2011년 우리들생명과학 우리들체어
- 2013년 베이직하우스 오가닉 티셔츠
- 2014년 보해양조 아홉시반
- 2018년 SK브로드밴드 옥수수 (이승엽과 공동출연)

### 뮤직비디오
- 임창정_문을 여시오
- 처진달팽이_방구석 날라리

### 드라마
- 2015년 MBC 수목드라마 《그녀는 예뻤다》 ... (특별출연)

### 영화
- 2010년 《YB의 나는 나비》 ... 본인 역 (우정출연)
- 2012년 《MB의 추억》 ... (특별출연)
- 2016년 《나홀로 휴가》 ... TV소리 역 (특별출연)

## 방송 외 활동
- 2007년 9월 계명문화대학 특임교수
- 2009년 ~ 2010년 《김제동 토크콘서트 노브레이크 시즌1》
- 2010년 ~ 2011년 《김제동 토크콘서트 노브레이크 시즌2》
- 2010년 ~ 경향신문에 《김제동의 똑똑똑》 연재
- 2011년 ~ 2012년 《김제동 토크콘서트 노브레이크 시즌3》
- 2015년 《김제동과 어깨동무》설립 및 이사장

### 특별행사 진행
- 2006년 《2006 어린이날 특별 생방송-우리는 꿈꾸러기 / 청와대 녹지원》
- 2008년 《이명박 대통령 취임식 식전행사 사회》
- 2009년 《故 노무현 前 대통령 노제》
- 2010년 《故 노무현 前 대통령 1주기 추도식》

## 정치적 논란
법·경제·역사를 비롯한 여러 학문에 대한 전문성 또는 기본적인 지식이 없음에도 불구하고 대중 강연을 통하여 잘못된 믿음을 심어준다고 정치적인 반대자들이 비판하고 있다. 대표적인 예로, 그는 헌법 전문가가 아님에도 불구하고 박근혜 대통령 퇴진 운동 등의 집회에도 참석해 헌법 이야기를 한 적이 있다.
그가 진행하는 프로그램인 KBS <오늘밤 김제동>에서는 '위인맞이 환영단'의 김수근 단장 인터뷰를 여과없이 내보내면서 김정은 북한 국무위원장을 미화하는 방송을 했다는 논란에 휩싸였다. 해당 방송에서 김수근 단장은 (김 위원장의) 겸손하고, 지도자의 능력과 실력이 있고, 지금 (북한) 경제발전이나 이런 모습을 보면서 정말 팬이 되고 싶었다", "박정희 전 대통령 이후에 박근혜 전 대통령도 대통령이 되고, 시진핑이나 푸틴은 20년 넘게 하는데 그럼 왜 거기는 세습이라고 이야기 안 하느냐"고 하였다. 해당 논란은 문재인 대통령의 지지율 하락에도 영향을 미쳤다고 리얼미터가 분석하였다. 나경원 자유한국당 원내대표는 자유한국당 의원들에게 <오늘밤 김제동> 출연과 인터뷰 등을 하지 말 것을 주문했으며, 자유한국당은 KBS에 <오늘밤 김제동> 프로그램 폐지를 정식 요청할 계획임을 밝혔다.

## 저서
- 2011년 《김제동이 만나러 갑니다》 - 위즈덤경향 ISBN 9788996628705
  - 《김제동이 만나러 갑니다》는 출간되자마자 베스트셀러에 진입했다. 김제동은 수억원에 달하는 인세의 전부를 기부하겠다고 밝혔다.[13]
- 2012년 《김제동이 어깨동무 합니다.》 - 위즈덤경향 ISBN 9788996628736
- 2016년 10월 25일 《그럴 때 있으시죠?》 (김제동과 나, 우리들의 이야기) - 나무의마음
- 2018년 9월 5일 《당신이 허락한다면 나는 이 말 하고 싶어요》 (김제동의 헌법독후감) - 나무의마음
- 2024년 3월 20일 《내 말이 그 말이에요》 (오늘 하루를 든든하게 채워줄, 김제동의 밥과 사람 이야기) - 나무의마음

## 수상 경력
- 2003년 KBS 연예대상 진행자부문 신인상
- 2003년 SBS 연기대상 TV MC부문 특별상
- 2003년 MBC 방송연예대상 쇼버라이어티부문 신인상
- 2003년 MBC 방송연예대상 공로상
- 2004년 제40회 백상예술대상 TV 남자예능상
- 2004년 MBC 방송연예대상 쇼버라이어티부문 우수상
- 2005년 푸른미디어 언어상
- 2005년 KBS 연예대상 쇼 오락 MC부문 우수상
- 2005년 KBS 연예대상 우수코너상
- 2005년 MBC 방송연예대상 쇼버라이어티부문 최우수상
- 2006년 KBS 연예대상 대상
- 2007년 제3회 환경재단 ‘세상을 밝게 만든 100인’
- 2007년 제44회 저축의 날 대통령표창
- 2007년 MBC 방송연예대상 쇼버라이어티부문 최우수상
- 2008년 제2회 MBC 우리말지기상
- 2009년 제5회 환경재단 ‘세상을 밝게 만든 사람들’ 올해의 인물부문
- 2010년 제22회 한국PD대상 TV진행자상
- 2018년 MBC 방송연예대상 라디오 우수상

| KBS 연예대상 《대상》 |                                          |        |
| 2005년                | 2006년 김제동                            | 2007년 |
| 유재석                | 2006년 김제동                            | 탁재훈 |
|                       |                                          |        |
|                       | 지금 만나러 갑니다, 연예가중계, 품행제로 |        |

| KBS 연예대상 《쇼/오락 MC부문 신인상》 |                       |                |
| 2002년                                 | 2003년 김제동, 강수정 | 2004년         |
| 이효리, 장나라                         | 2003년 김제동, 강수정 | 김현욱, 김경란 |
|                                        |                       |                |
|                                        |                       |                |

## 같이 보기
- 윤도현
- 노홍철
- 유재석
- 강호동
- 신동엽
- 김용만
- 지석진
- 김구라
- 이효리
- 이경규
- 박명수
- 정준하
- 정형돈
- 하하
- 길
- 전진
- 김종국
- 박대기
- 대성
- 정용화
- 박미선
- 신봉선
- 임창정
- 한지민
- 강수정
- 박은혜
- 이외수
- 이승엽
- 박신혜
- 오상진
- 이적
- 신정환
- 강풀
- 황정민
- 류승완
- 이승환